# Ambarcader
Ambarcader is een geslacht van wantsen uit de familie van de Tingidae (Netwantsen). Het geslacht werd voor het eerst wetenschappelijk beschreven door Perrichot in Nel.

## Soorten
Het genus bevat de volgende soort:

- Ambarcader eugenei Perrichot, Nel, Guilbert & Néraudeau, 2006